# Lyciasalamandra
Lyciasalamandra – rodzaj płazów ogoniastych z podrodziny Salamandrinae w rodzinie salamandrowatych (Salamandridae).

## Zasięg występowania
Rodzaj obejmuje gatunki występujące na południowo-zachodnich wybrzeżach Turcji i pobliskich wyspach leżących na Morzu Egejskim (włącznie z Mejisti, Karpatos, Saria i Kasos w Grecji).

## Systematyka

### Etymologia
Lyciasalamandra: Licja, starożytna rzymska prowincja w południowej Turcji; rodzaj Salamandra Laurenti, 1768.

### Podział systematyczny
Do rodzaju należą następujące gatunki:
- Lyciasalamandra antalyana (Başoğlu & Baran, 1976)
- Lyciasalamandra atifi (Başoğlu, 1967)
- Lyciasalamandra billae (Franzen & Klewen, 1987)
- Lyciasalamandra fazilae (Başoğlu & Atatür, 1975)
- Lyciasalamandra flavimembris (Mutz & Steinfartz, 1995)
- Lyciasalamandra helverseni (Pieper, 1963) – salamandra anatolijska[5]
- Lyciasalamandra luschani (Steindachner, 1891)